# شركة ستار أفريقيا للسلع والمعادن المحدودة
شركة ستار أفريقيا للسلع والمعادن المحدودة والمعروفة أيضًا باسم ستار أفريقيا ، هي شركة غانية أصلية تعمل بشكل أساسي في مجال النفط والغاز . 

## تاريخ
شركة ستار أفريقيا للسلع والمعادن المحدودة هي شركة متكاملة تأسست عام 2009 في جمهورية غانا ، وقد تم تأسيسها في البداية بغرض الاستحواذ على مصالح في الرواسب المعدنية والهيدروكربونية في جميع أنحاء أفريقيا . واستنادًا إلى استراتيجية تم تنفيذها بعناية، تستفيد شركة ستار أفريقيا من الأصول والاتصالات الإقليمية لتأمين أصول زراعية وصناعية قابلة للحياة والتعدين والنفط والغاز ، إلى جانب توفير المنتجات والخدمات المرتبطة بها.  تغطي أنشطة ستار أفريقيا ثلاثة قطاعات رئيسية: تعدين الذهب ، تعدين المعادن الصناعية ، الزراعة والنفط والغاز .